# 越南軍用電子電信
越南軍用電子電信（越南语：／），是一間位於越南的電信公司。提供越南國內之行動電話網路─GSM700/800/1000/1200頻率。接受國防部領導管理。

## 历史
2007年與中華電信合作網路上網服務機房。2010年後開通3G網，2012年起自製手機並同步研發軍用手機。
2010年，Viettel推出了3G服务。

包含漫遊的可開通區

2011年12月，Viettel收购了EVN Telecom，并在一年后正式完成转账。
2012年，Viettel开始生产手机，同时停止与之前生产Viettel手机的中国华为公司的合作。那一年，它首次从海外业务中获利，主要是基于柬埔寨和老挝的利润。
2013年，VM开始为PAVN生产军用级无线电设备。2014年，该公司宣布他们正在生产无人机。
2014年，Viettel宣布计划向坦桑尼亚的3G网络投资10亿美元。
2015年，Viettel推出了4G服务。
2017年，在越南启动4G服务。
2018年，将“Tập đoàn Viễn thông Quân đội”更名为“Tập đoàn Công ngiệp Viễn thông Quân đội”。